# Ebba Grön
Ebba Grön était un groupe punk suédois formé à Stockholm en 1977, composé de Joakim « Pimme » Thåström (voix principale, guitare), Gunnar « Gurra » Ljungstedt (batterie), Lennart « Fjodor » Eriksson (guitare basse, chœur), et Anders « Stry » Sjöholm (clavier, à partir de 1981), dissous en 1983. Encore très populaire de nos jours, le groupe est admis au  Swedish Music Hall of Fame en 2014 et est alors considéré comme l'un des plus grands groupes de l'histoire du punk suédois.   
Leur plus gros succès est une reprise du groupe de Progg suédois Blå Tåget, Den ena handen vet vad den andra gör, renommée Staten och kapitalet. La chanson exprime un ressentiment anticapitaliste contre le contrôle des classes populaires par l'État et le capital. Sur la liste de leurs chansons les plus populaires peut-on également trouver 800 grader, traitant de la bombe atomique, ou encore Die Mauer, en référence au Mur de Berlin. 

## Biographie
Le groupe est fondé en 1977 à Rågsved, un quartier populaire de Stockholm. Ebba Grön faisant référence à un code utilisé par la police lors l'opération Leo.   
Dès le début, le groupe affiche un style controversé, avec notamment la chanson Skjut en snut (Bute un flic en français). Leur premier single, Antirock, sort en 1978, suivit par Profit et Ung och sänkt la même année. La pochette est fabriquée par les membres du groupe eux-mêmes à l'aide d'un photomaton. Dès 1979, ils furent contactés par le label Mistlur records, avec qui ils travaillèrent jusqu'à la dissolution du groupe. 
Ebba Grön commence alors à enchaîner les concerts dans tout le pays. En 1979, ils publient leur premier album, We're only in It for the Drugs, traitent de la vie dure et peu excitante de la jeunesse des quartiers populaire. Leurs textes, principalement anarchistes, furent très controversés à l'époque, au point que les paroles de Beväpna er (Prenez les armes) — incitant à prendre les armes contre le gouvernement, la bourgeoisie et la famille royale suédoise — ne purent être incluse dans la pochette de l'album. Le groupe commence alors à se construire une réputation de fauteur de trouble à la suite de plusieurs actes de vandalismes autour de leurs concerts, ainsi qu'une rixe à la suite des provocations de militants néonazis lors d'un de leurs concerts.
En 1980, Ebba Grön sort Staten och Kapitalet, reprise anticapitaliste de Blå Tåget qui deviendra plus tard leur plus gros succès. Leur second album, Kärlek & Uppror sort l'année suivante. S'éloignant légèrement du style punk, ses mélodies accrocheuses permettent à Ebba Grön de conquérir un public plus large. Atteignant la cinquième place des charts suédois, Kärlek & Uppror est un énorme succès. La même année, le groupe recrute le claviériste Anders Sjöholm, apportant ainsi de nouvelles influences au groupe.   
En 1982, le groupe est suivi par le réalisateur Johan Donner pendant l'une de leurs tournées, qui réalisera ensuite le documentaire Ebba the Movie, sorti sur grand écran en 1982. 
L'album éponyme du groupe sort en 1982. Révélant la forte influence du nouveau claviériste, ce nouvel opus s'éloigne encore un peu plus de ses origines punk. 
Le groupe se sépare après l'incarcération du bassiste Fjodor en 1982 pour avoir refusé d'effectuer son service militaire. Le reste du groupe poursuit alors leur carrière musicale et forment le groupe Imperiet, s'éloignant encore un peu plus de la musique punk.

## Discographie

### LPs
- We're Only in It for the Drugs (1979) no 21 (SWE)
- Kärlek & uppror (1981) no 5 (SWE)
- Ebba Grön (1982) no 1 (swe)

### EP et singles
- Antirock (Profit / Ung & Sänkt) (1978)
- Prorock (Tyst För Fan/Mona Tumbas Slim Club) (1978)
- Total-Pop (Vad Ska Du Bli?  / Häng Gud) (1979) n °   18 ( SWE )
- Ung & Kåt / Staten & Kapitalet (1980) No.   11 (SWE)
- Scheisse / Tyna bort (1981) n °   3 (SWE)

### Compilations
- Samlade singlar (1983) n °   17 (SWE)
- Ebba Grön 1978-1982 (1993) No.   17 (SWE)
- Ebba Grön Live (1998) No.   4 (SWE)
- Boxen (1998) - 4 CD avec les œuvres complètes
- Ebba Grön samlingen (2005) - Double CD No.   14 (SWE)

### Film
- Ebba the movie (1982)